# Distribució de probabilitat condicional

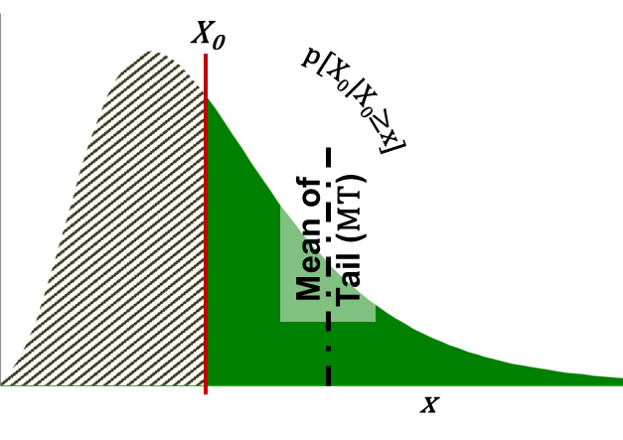
Fig. 1 Concepte de distribució de probabilitat condicional i mitjana de la cua.

En teoria de probabilitats i estadística, donades dues variables aleatòries distribuïdes conjuntament {\displaystyle X} i {\displaystyle Y}, la distribució de probabilitat condicional de {\displaystyle Y} donat {\displaystyle X} és la distribució de probabilitat de {\displaystyle Y} quan {\displaystyle X} és coneguda en un valor particular; en alguns casos, les probabilitats condicionals es poden expressar com a funcions que contenen el valor no especificat {\displaystyle x} de {\displaystyle X} com a paràmetre. Quan tots dos {\displaystyle X} i {\displaystyle Y} són variables categòriques, normalment s'utilitza una taula de probabilitats condicionals per representar la probabilitat condicional. La distribució condicional contrasta amb la distribució marginal d'una variable aleatòria, que és la seva distribució sense referència al valor de l'altra variable. Si la distribució condicional de {\displaystyle Y} donat {\displaystyle X} és una distribució contínua, llavors la seva funció de densitat de probabilitat es coneix com a funció de densitat condicional. Sovint es fa referència a les propietats d'una distribució condicional, com ara els moments, amb els noms corresponents, com ara la mitjana condicional i la variància condicional.

Diagrama de Venn amb nombres parells i primers de l'1 al 10

De manera més general, es pot referir a la distribució condicional d'un subconjunt d'un conjunt de més de dues variables; aquesta distribució condicional depèn dels valors de totes les variables restants, i si s'inclou més d'una variable al subconjunt, aquesta distribució condicional és la distribució conjunta condicional de les variables incloses.

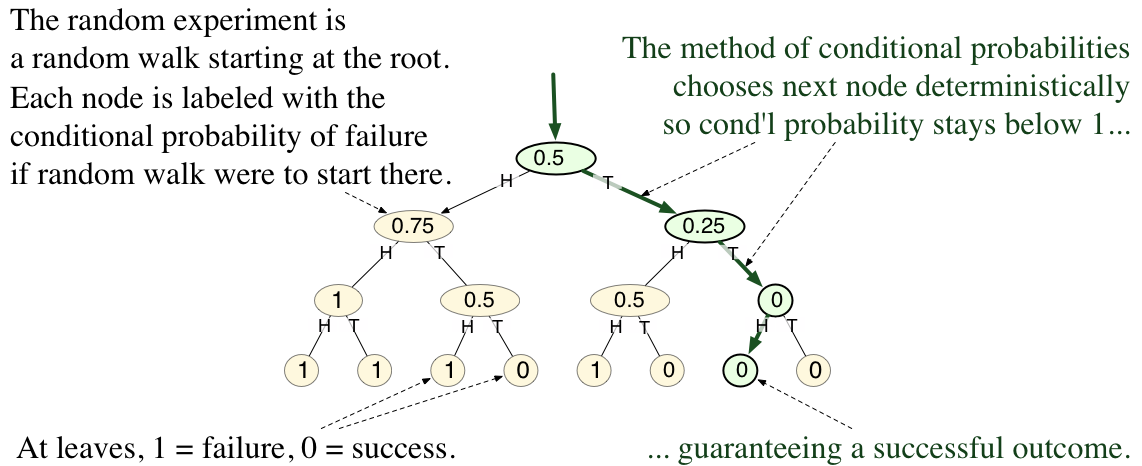
Diagrama que il·lustra el mètode de probabilitats condicionals.

Per a variables aleatòries discretes, la funció de massa de probabilitat condicional de {\displaystyle Y} donat {\displaystyle X=x} es pot escriure segons la seva definició com:
| {\displaystyle p_{Y\|X}(y\mid x)\triangleq P(Y=y\mid X=x)={\frac {P(\{X=x\}\cap \{Y=y\})}{P(X=x)}}\qquad } |

Exemple:
Es considera el llançament d'un dau just i {\displaystyle X=1} si el nombre és parell (és a dir, 2, 4 o 6) i {\displaystyle X=0} d'una altra manera. A més, {\displaystyle Y=1} si el nombre és primer (és a dir, 2, 3 o 5) i {\displaystyle Y=0} d'una altra manera:
| D | 1 | 2 | 3 | 4 | 5 | 6 |
| - | - | - | - | - | - | - |
| X | 0 | 1 | 0 | 1 | 0 | 1 |
| Y | 0 | 1 | 1 | 0 | 1 | 0 |

Aleshores la probabilitat incondicional que {\displaystyle X=1} és 3/6 = 1/2 (ja que hi ha sis possibles tirades de daus, dels quals tres són parells), mentre que la probabilitat que {\displaystyle X=1} condicionat a {\displaystyle Y=1} és 1/3 (ja que hi ha tres possibles tirades de nombres primers —2, 3 i 5— dels quals un és parell).
Distribucions contínues condicionals:
| {\displaystyle f_{Y\mid X}(y\mid x)={\frac {f_{X,Y}(x,y)}{f_{X}(x)}}\qquad } |

on {\displaystyle f_{X,Y}(x,y)} dona la densitat conjunta de {\displaystyle X} i {\displaystyle Y}, mentre {\displaystyle f_{X}(x)} dona la densitat marginal per {\displaystyle X}. També en aquest cas és necessari que {\displaystyle f_{X}(x)>0} .